# Wierchowje (rejon smoleński)
Wierchowje (ros. Верховье) – wieś (ros. деревня, trb. dieriewnia) w zachodniej Rosji, w osiedlu wiejskim Nowosielskoje rejonu smoleńskiego w obwodzie smoleńskim.

## Geografia
Miejscowość położona jest nad rzeką Udrą, przy drodze regionalnej 66K-11 (Niżniaja Dubrowka – Michajlenki), 8 km od drogi regionalnej 66N-1809 (Pyndino – Zamoszczje), 7,5 km od drogi magistralnej M1 «Białoruś», 9,5 km od drogi regionalnej 66A-71 (Olsza – Nowyje Batieki), 15 km od drogi federalnej R120 (Orzeł – Briańsk – Smoleńsk – Witebsk), 10 km od centrum administracyjnego osiedla wiejskiego (Nowosielskij), 23,5 km od Smoleńska, 13,5 km od najbliższej stacji kolejowej (Rakitnaja).
W granicach miejscowości znajdują się ulice: Centralnaja, Lesnaja, Nowosielskaja, Pawluczenkowa, Posiołkowaja, Riecznaja, Szkolnaja, Zariecznaja.

## Demografia
W 2010 r. miejscowość zamieszkiwało 480 osób.

## Historia
W czasie II wojny światowej od lipca 1941 roku miejscowość była okupowana przez hitlerowców. Wyzwolenie nastąpiło we wrześniu 1943 roku.